# Oberea auricollis
Oberea auricollis är en skalbaggsart som beskrevs av Aurivillius 1922. Oberea auricollis ingår i släktet Oberea och familjen långhorningar.
Artens utbredningsområde är Filippinerna. Inga underarter finns listade i Catalogue of Life.